# Formation préuniversitaire au Québec
La formation préuniversitaire dans le système d'éducation québécois est un type de programme offert dans le cadre de l'enseignement collégial menant à l'obtention d'un diplôme d'études collégiales (DEC) permettant d'accéder à l'université. Il s'agit d'une formation générale dans un champ particulier tel que les sciences, l'art, la musique, etc. Il existe neufs programmes différents ainsi que plusieurs cheminements différents possibles. Ce type de formation est dispensé dans les établissements d'enseignement collégial. La formation préuniversitaire est d'une durée de deux ans, généralement.   

## 200.B0: Sciences de la nature
Le programme de Sciences de la nature offre aux étudiants les bases en sciences incluant la biologie, la chimie, la physique et les mathématiques permettant de se préparer pour des programmes universitaires dans ses domaines. 
Ce programme est aussi vieux que la création des Cégeps, soit depuis 1967. Apporté à l'Assemblée nationale du Québec par Paul Gérin-Lajoie qui jugeait que les études supérieures étaient discriminatoires, dispendieuses et difficiles pour les québécois dont la plupart avait un faible niveau de scolarité, le projet de loi 60 a permis de remplacer le Cours classique et d'augmenter considérablement le nombre de diplômés d'études supérieures.
Durant les années 60 à 90, le programme a été connu sous divers noms, dont Sciences pures et Sciences de la santé avant d'être rebaptisé au courant des années 2000 sous le nom Sciences de la nature.
Certains établissements offrent deux profils distincts pour ce programme pré-universitaire. Le premier, Sciences de la vie et de la santé, s'adresse aux étudiants désireux de poursuivre leurs études en biologie, en chimie ou en médecine, entre autres. Ce profil met l'accent sur les cours de biologie et de chimie. Le second profil, Sciences pures et appliquées, met l'accent sur les mathématiques et la physique et prépare aux études d'ingénieur ou de chercheur. D'autres collèges n'offrent qu'un seul cheminement commun à tous.
Voici une description des cours donnés en Sciences de la Nature, regroupés en quatre disciplines : les mathématiques, la physique, la chimie et la biologie.
- En mathématiques, trois cours sont obligatoires pour tous les étudiants en sciences naturelles. Le premier cours se nomme Calcul différentiel (NYA), le deuxième s'intitule Calcul intégral (NYB), et le troisième est Algèbre linéaire et géométrie vectorielle (NYC). Calcul avancé et Probabilités et statistique sont des cours optionnels. Cependant, dans certains établissements, le cours Probabilités et statistique est obligatoire. Certains cégeps, comme le Cégep de La Pocatière, le Collège de Maisonneuve et le Cégep Marie-Victorin, offrent aussi la possibilité de suivre le cours Compléments de mathématiques.f

- En physique, trois cours sont également obligatoires. Le premier cours se nomme Mécanique (NYA), le deuxième s'intitule Électricité et magnétisme (NYB), et le troisième s'appelle Ondes et physique moderne (NYC). Certains cégeps[2] offrent également la possibilité de choisir un cours Astrophysique et relativité ou Astronomie générale (en option).

- En chimie, de deux à trois cours sont obligatoires selon les établissements. Le premier cours se nomme Chimie générale : la matière (NYA), le deuxième se nomme Chimie des solutions (NYB). Ces deux derniers sont obligatoires dans tous les cégep. Deux cours de chimie organique (Chimie organique I et Chimie organique II) sont également offerts, en option, dans la plupart des cégeps mais le cheminement de certains d'entre eux inclut le premier cours obligatoire de Chimie organique qui est un préalable universitaire en sciences de la santé. Un cours de Biochimie est optionnel.

- En biologie, le caractère obligatoire des cours varie selon les cégeps. Le cours Évolution et diversité du vivant (NYA) est toujours obligatoire, tandis que le cours Structures et fonctionnement des organismes pluricellulaires ou Physiologie du vivant est obligatoire seulement dans certains cégeps. Le cours Physiologie du vivant est obligatoire en sciences de la santé mais optionnel en sciences pures. Le cours Microbiologie et immunologie est également offert en option dans certains cégeps.

Les cours optionnels propres au programme sont au nombre de deux et sont généralement effectués en quatrième session.
Certains cégeps offrent la possibilité de combiner les études musicales et les études scientifiques en suivant un programme de trois ans intitulé Musique et sciences de la nature. Un programme combinant les techniques de l'informatique et les sciences naturelles existe aussi. Par ailleurs, un programme intitulé Sciences, lettres et arts combinant les sciences naturelles, les sciences humaines, la littérature et les arts plastiques est offert, dans certains cégeps, aux étudiants désireux de s'investir au maximum dans des études multidisciplinaires.
À l'Automne 2024, le nouveau programme de Sciences de la nature fait son entrée. Il ajoute de nouveaux cours obligatoires soit Probabilités et statistique et Programmation en sciences. Le cours de biologie Évolution et diversité du vivant a été séparé en deux cours Biologie cellulaire et Écologie et évolution. Le cours de biologie préuniversitaire obligatoire en santé Physiologie du vivant est devenu Anatomie et physiologie humaines. Le nombre d'heures de théorie des cours Calcul intégral, Chimie des solutions, Chimie organique, Électricité et magnétisme, Algèbre linéaire et géométrie vectorielle sont passés de 3 heures de théorie à 2 heures de théorie par semaine. Ces cours sont passés de 75 heures à 60 heures par session. Les sigles et numéros de cours ont changé.

## 200.C0: Sciences informatiques et mathématiques
Le programme Sciences informatiques et mathématiques est un dérivé du programme de sciences de la nature. Deux des cours obligatoires du programme sciences de la nature (Chimie des Solutions et Évolution et Diversité du vivant) ainsi que les 3 cours optionnels sont remplacés par 4 cours d'informatique ainsi que le cours Mathématiques discrètes. Il est particulièrement adapté aux étudiants désirant poursuivre dans les domaines du génie ou de l'informatique.

## 300.A0: Sciences humaines
Le but général du programme de sciences humaines est l'étude de l'humain et de sa civilisation.
Des cours sont disponibles dans les domaines suivants
- Administration : Étude du fonctionnement des organisations et de leur gestion
- Anthropologie : Étude de la civilisation humaine sur le plan culturel et biologique
- Biologie : Étude du corps humain
- Économie : Étude des moyens de production et d'échange
- Géographie : Étude de la civilisation humaine dans l'espace
- Histoire : Étude de la civilisation humaine dans le temps
- Psychologie : Étude du fonctionnement de l'esprit de l'humain
- Science politique : Étude de l'administration étatique et des institutions
- Sociologie : Étude du fonctionnement de la société humaine

Le domaine des sciences humaines comprend généralement quatre profils :
- Individu : formation concentrée sur l'étude de la psychologie et de l'anthropologie.
- Société : formation concentrée sur l'étude de la science politique.
- Monde : formation concentrée sur l'étude de la géographie et de la géopolitique mondiale.
- Administration : formation concentrée sur l'étude de l'économie et de l'administration.

Des variations existent dans différents établissements, offrant une particularité aux étudiants de ce profil (ex.: Optimonde au cégep du Vieux-Montréal).
De nombreux cégeps offrent le DEC en "Sciences humaines avec mathématiques", qui comprend les 3 cours de mathématiques que les étudiants du DEC en sciences pures suivent également, c'est-à-dire : Calcul différentiel (Calcul I), Calcul intégral (Calcul II) et Algèbre linéaire et géométrie vectorielle. 
Il y a pour tous les étudiants en sciences humaines un cours obligatoire dans chacun des domaines suivants : psychologie (psychologie générale), sociologie (individu et société), histoire (histoire de la civilisation occidentale) et économie (économie globale). Les autres cours sont choisis selon le profil, et quelques cours sont choisis d'autres profils. Habituellement, un étudiant en sciences humaines étudiera dans au moins six des domaines cités ci-dessus. Il y a un cours obligatoire en mathématiques, méthodes quantitatives, mais il y a aussi possibilité de prendre des cours de plus en option (comme méthodes quantitatives avancées).
Finalement, il y a deux cours de culture générale que l'on prend hors programme, complémentaires à la formation.

## 500.A1 Arts et lettres
Le domaine des Arts et lettres comprend plusieurs profils, notamment :
- Culture et littérature
- Culture et langues
- Communication et cinéma
- Théâtre
- Arts visuels
- Multimédia
- Danse
- Graphisme

## 501.A0: Musique
Selon le CÉGEP, l'étudiant peut s'inscrire à des cours pré-universitaires d'interprétation en musique classique ou en jazz. Certains CÉGEP comme Marie-Victorin offrent aussi une formation en musique populaire pour l'interprétation ou même la composition de chansons.

## 700.A0 Sciences, Lettres et Arts
Offert dans quelques cégeps du Québec, le programme de Sciences, Lettres et Arts (communément appelé « DEC intégré ») s’adresse aux élèves qui aiment explorer les différentes disciplines offertes au collégial  : les sciences de la nature, les sciences humaines, les lettres et les arts. Parmi tous les programmes offerts au collégial, le DEC intégré est celui qui offre le plus d’opportunités à l’université.  Il s’agit d’un programme à nette dominante en sciences de la nature dans lequel sont intégrés, grâce à un réagencement de la matière, des éléments de sciences humaines, de littérature (lettres) et d’arts.  
L’élève diplômé de Sciences, lettres et arts bénéficiait, jusqu'au changement du calcul de 2017, d’une bonification automatique de 0,5 à 0,8 sur sa cote de rendement au collégial (cote R) 
Cette formation, la plus universelle parmi les programmes collégiaux, permet d’avoir accès à l’ensemble des débouchés universitaires en sciences de la santé, sciences pures et appliquées, sciences de l’administration, sciences humaines, lettres et sciences de l’éducation. Seuls les programmes de musique, de danse et quelques programmes d’arts ne sont pas accessibles.
Par exemple, la partie lettres n’occasionne pas de cours supplémentaires, elle correspond plutôt à une façon différente d’aborder les œuvres littéraires dans les cours de formation générale (français et philosophie). La partie arts équivaut à deux ou trois cours, selon les institutions, et correspond globalement, en heures, aux cours complémentaires obligatoires que doivent suivre les étudiants des autres programmes.
Les éléments de sciences humaines, quant à eux, représentent quatre à cinq cours, selon les institutions. Leur présence est contrebalancée par un réagencement de la matière des cours de sciences de la nature. Ce réagencement garantit tout de même une formation comparable, pour fins d’entrée à l’université, à celle de sciences de la nature, tout en permettant à l’étudiant de développer ses connaissances dans d’autres domaines qui l’intéressent. La preuve en est que le programme sciences, lettres et arts ouvre les mêmes portes, à l’université, que le programme sciences de la nature.

## 700.B0: Histoire et civilisation
Ce programme vise à faire découvrir l’héritage intellectuel et culturel de la civilisation occidentale à travers la contribution de plusieurs disciplines (arts, sciences, histoire, musique, religion, mathématiques, sociologie, littérature et philosophie). Suivant une perspective historique, l’étudiant est mis en contact avec les œuvres marquantes.
Ce programme s’inscrit dans la tradition de formation complète de l’être humain issue de l’Antiquité. Au terme de ce programme. 
Les cours de chaque session sont articulés autour d’une période de l’histoire :
- 1re session : Antiquité
- 2e session : Moyen Âge et époque moderne (Ve – XVIIIe siècles)
- 3e session : Époque contemporaine (XIXe – XXe siècles)
- 4e session : Période actuelle et XXIe siècle en perspective